# ژان دوکاس کومنوس
ژان دوکاس کومنوس (انگلیسی: John Doukas Komnenos؛ ۱۱۲۸ – ۱۱۷۶)، فرماندار نظامی قبرس و پدر ماریا کومننه و تئودورا انطاکیه بود. 